# Cordiamyia globosa
Cordiamyia globosa är en tvåvingeart som beskrevs av Maia 1996. Cordiamyia globosa ingår i släktet Cordiamyia och familjen gallmyggor. Inga underarter finns listade i Catalogue of Life.